# Johann Lucas von Hildebrandt

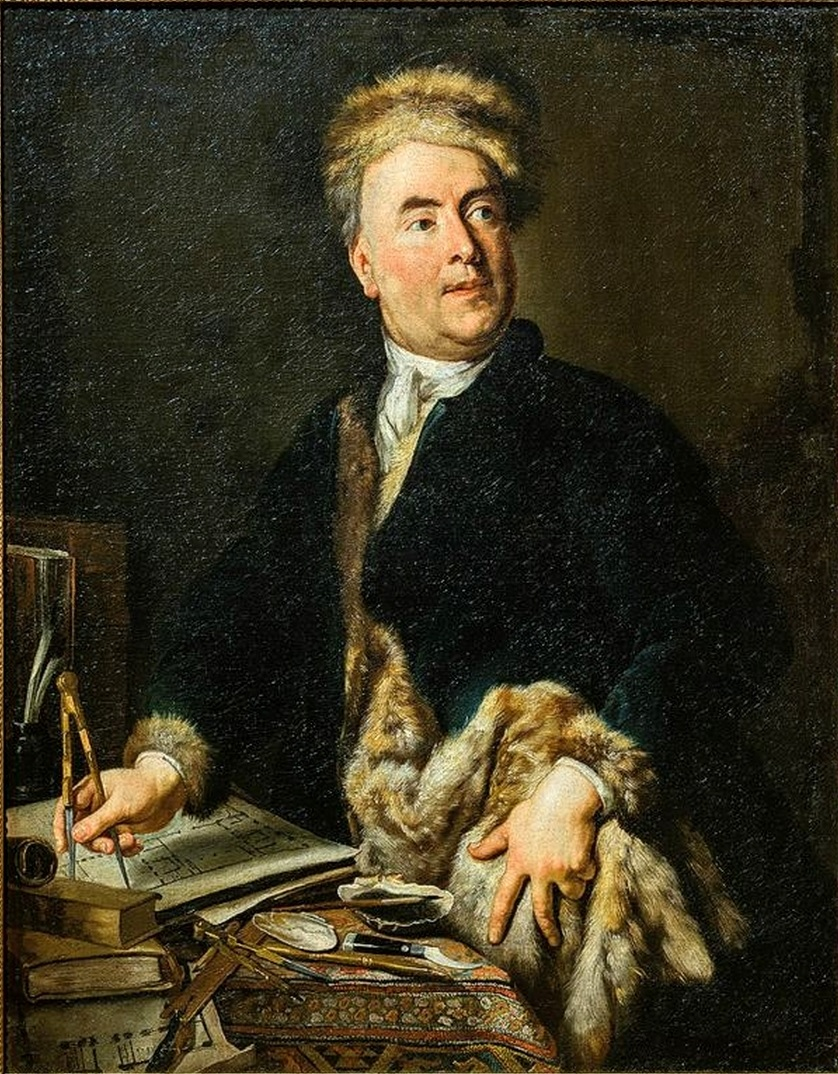
Johann Lucas von Hildebrandt, Gemälde von Jacob van Schuppen, um 1720

Johann Lucas Hildebrandt, ab 1720 von Hildebrandt (* 14. November 1668 in Genua; † 16. November 1745 in Wien), war ein bedeutender Baumeister des süddeutschen Barock. Zu seinen Hauptwerken gehören das Palais Schwarzenberg, die Piaristenkirche, die Peterskirche und das Schloss Belvedere in Wien sowie das Stift Göttweig bei Krems.

## Leben

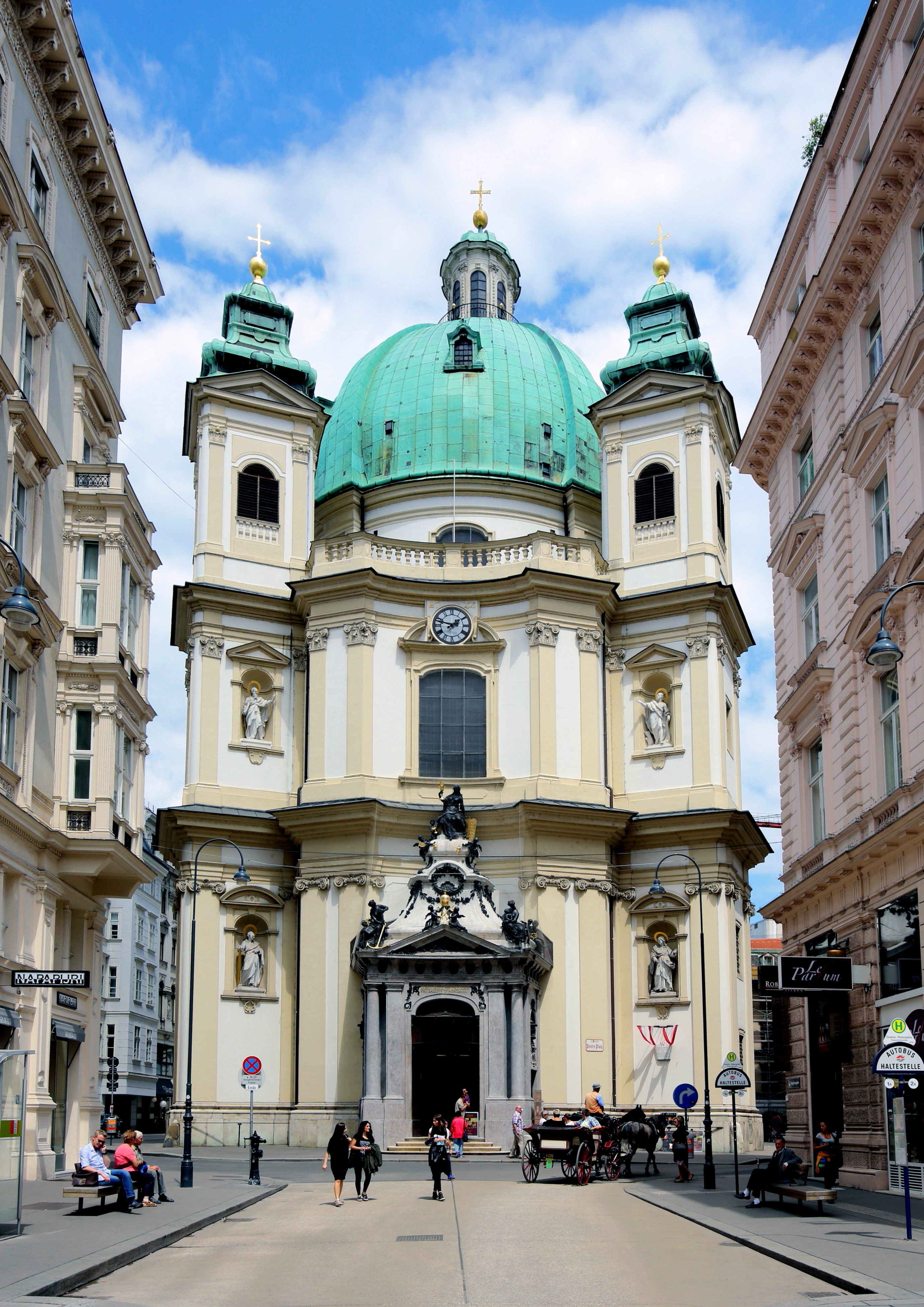
Peterskirche, Wien

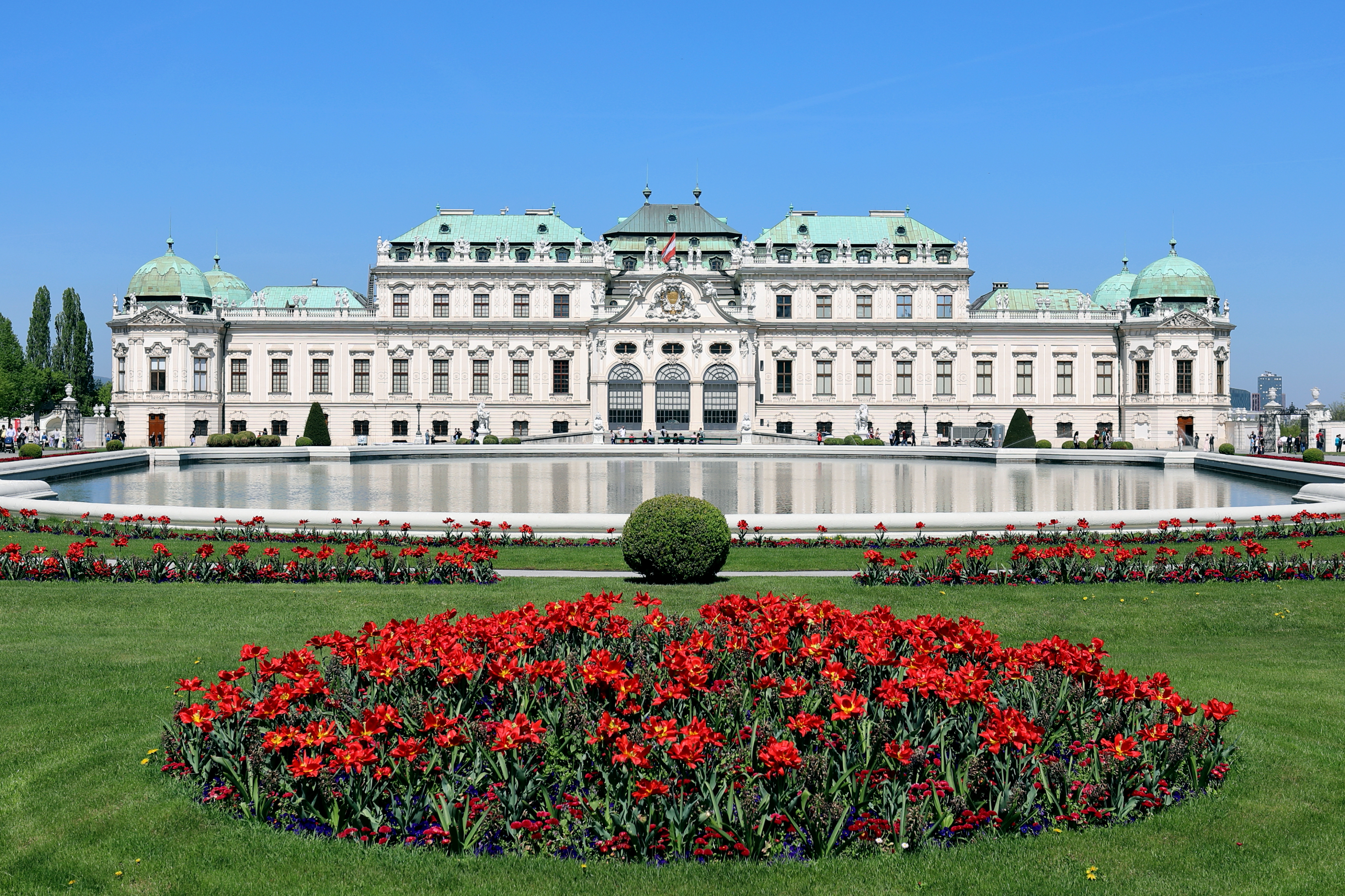
Schloss Belvedere, Wien

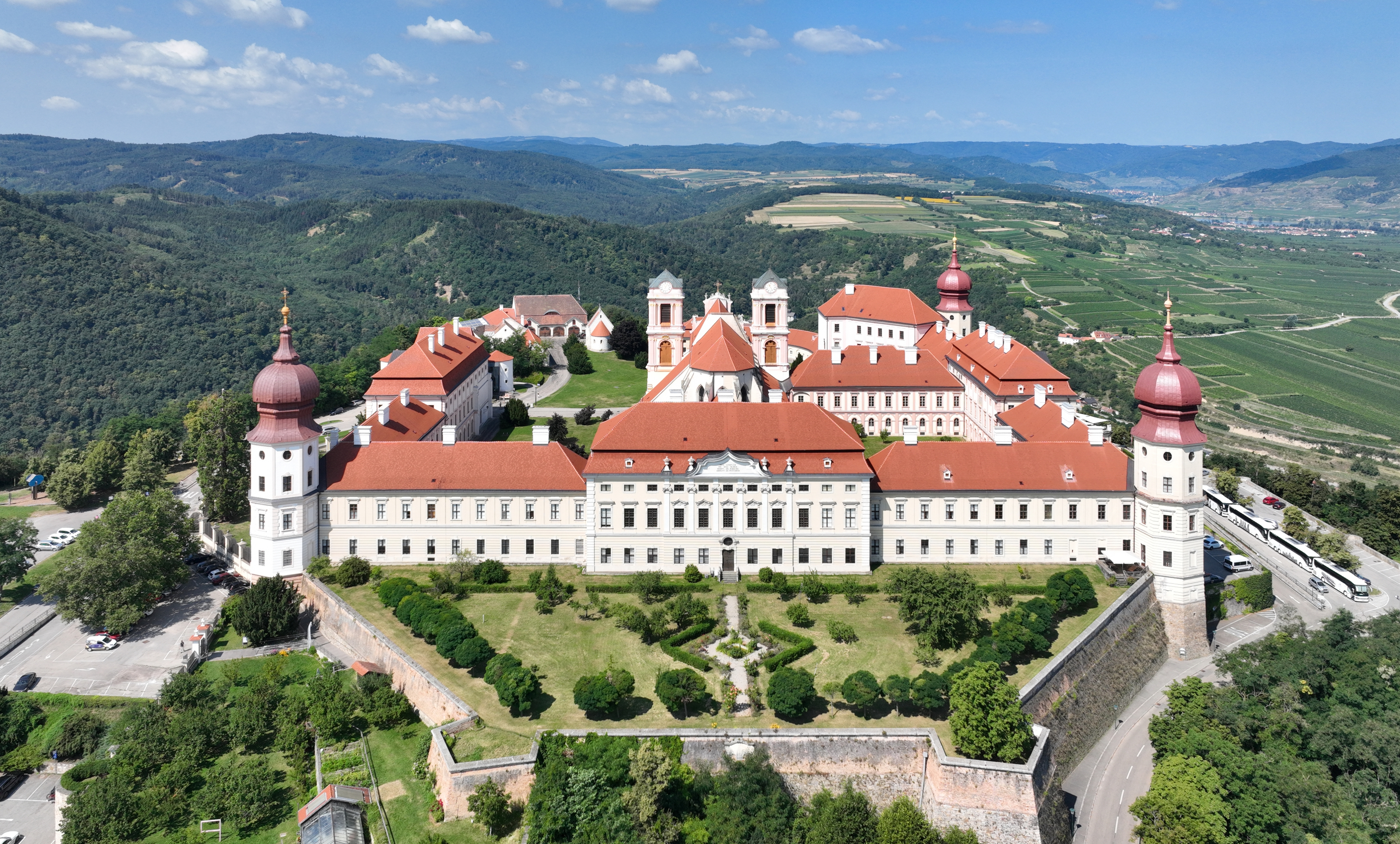
Stift Göttweig, bei Krems

Johann Lucas Hildebrandt wurde als Sohn deutschsprachiger Eltern im norditalienischen Genua geboren. Er studierte bildende Kunst und Architektur in Rom bei Carlo Fontana, was in seiner Formensprache und Verwendung von bestimmten Bautypen für sein gesamtes Werk prägend bleiben sollte. In der früheren Forschung sind diese römischen Wurzeln immer etwas unterschätzt worden, doch ist gerade der Kirchenbau durchsetzt mit Motiven, die Hildebrandt von Fontana und durch ihn vermittelt kennenlernen konnte. Selbst im Profanbau wirken römische, aber auch oberitalienische Erfahrungen sehr deutlich nach. 1701 trat er in Wien das Amt des Kaiserlichen Hofingenieurs an. In diesem Amt befand er sich in ständiger Konkurrenz zum Ersten Hofbaumeister Johann Bernhard Fischer von Erlach. 1720 wurde er in den Adelsstand erhoben und 1723 nach dem Tode J.B. Fischer von Erlachs dessen Nachfolger als Erster Hofbaumeister. Seinen Lebensabend verbrachte Hildebrandt in Wien-Josefstadt im Haus Schlösselgasse 12.
Hildebrandts Ruhm als Architekt stützt sich vor allem auf seine Profanbauten. Mit dem Oberen Belvedere schuf er ein beeindruckendes Bauwerk und trug mit seinen Gedanken und Entwürfen ab 1730 zum Bau der Würzburger Residenz, dem bedeutendsten Residenzbau seiner Zeit, durch Balthasar Neumann bei. Seine Eingriffe in die Planungen Neumanns sind insbesondere in der Säulenarchitektur mit Emporsäulen und Kuppelsäulen der Hofkirche in der Residenz sichtbar, werden aber auch bei der für Hildebrandt (etwa beim Oberen Belvedere in Wien oder in der Georg-Raphael-Donner-Stiege im Schloss Mirabell) zu sehenden charakteristischen Ornamentation der Fassade des Würzburger Fichtelhofs vermutet. Verlorengegangen ist das Statuenensemble des von Hildebrandt entworfenen Ehrenhofabschlusses der Würzburger Residenz. Hildebrandts Architektur zeichnet sich aus durch ein feines Gespür für körperhafte Kompositionen von großer Leichtigkeit ebenso wie für reichhaltige plastische Details.
Sein größtes Talent liegt in der Dekoration, die Fassaden seiner Gebäude sind mit kunstvoll verschlungenen Bändern zu einem graphischen Ganzen geformt. Hierin verhält er sich antipodisch zu Fischer von Erlach, bei dem die architektonische Gliederung immer durchsichtig ist. Auch werden die Silhouetten seiner Gebäude in Einzelteile aufgelöst, was ihnen einen unruhigen und beweglichen Eindruck verleiht. Man spricht hier vom Hildebrandtschen Pavillonsystem, das beim Schloss Belvedere typisch zur Geltung kommt. Hildebrandts gefällige Gestaltungsweise hat ihm eine ungeheure Nachwirkung, besonders in Wien, verschafft. Vor allem tragende Architekturteile ließ Hildebrandt aus härtestem Kaiserstein arbeiten; so ist eine Zusammenarbeit mit Kaisersteinbrucher Meistern dokumentiert.
1894 wurde die Hildebrandgasse in Wien-Währing nach ihm benannt.

## Werke
- Stadtpalais des Prinzen Eugen (heute Finanzministerium) Wien, 1. Bezirk, Innere Stadt (1695–1698)
- Palais Schwarzenberg am Schwarzenbergplatz, Wien, 3. Bezirk, Landstraße (1697–1723)
- St. Laurentius, Gabel (1699)
- Peterskirche, Wien, 1. Bezirk, Innere Stadt (1702) – Urheberschaft nicht mit Sicherheit belegt
- Schloss Ráckeve, Ungarn (1701–1702)
- Palais Schönburg, Wien, 4. Bezirk, Wieden (1700–1706), ehemals Palais Starhemberg-Schönburg
- Loretokapelle in Rumburk (1704–1709)
- Palais Auersperg, Wien, 8. Bezirk, Josefstadt (1706–1710), mit Hilfe von Johann Bernhard Fischer von Erlach erbaut
- Schloss Nebilau (1705), nur Pläne
- Schloss Prugg, Bruck an der Leitha (1708–1711)
- Herrschaftlicher Gutshof für Graf von Mercy, Bruck an der Leitha, (1708)
- Schloss Laxenburg (Blauer Hof), Niederösterreich (um 1710)
- Schloss Weißenstein, Beteiligung an der Planung 1711–1718 (Baumeister: Johann Dientzenhofer)
- Schloss Schönborn, Niederösterreich (1712–1717)
- Gartenpalais Schönborn (1706–1714), heute Österreichisches Museum für Volkskunde
- Palais Daun-Kinsky, Wien, 1. Bezirk, Innere Stadt (1713–1726)
- Unteres Belvedere (1714–1716), Wien, 3. Bezirk, Landstraße
- Pfarrkirche Pottendorf (1714–1717), Baumeister Franz Jänggl
- Piaristenkirche Maria Treu (1716), Wien, 8. Bezirk, Josefstadt
- Geheime Hofkanzlei (heute Bundeskanzleramt), Wien, 1. Bezirk, Innere Stadt (1717–1719)
- Deutschordenskirche Hl. Kreuz (heute Priesterseminarkirche), Linz (1718–1725)
- Gesamtplan für Stift Göttweig (1719), Bau 1738 eingestellt
- Entwurf des Zwiebelhelms der Pfarrkirche Furth bei Göttweig (1719)
- Schloss Porrau (1720), Jagdschloss, heute Forsthaus
- Schloss Hof (1720er Jahre)
- Schloss Halbturn
- Oberes Belvedere, Wien, 3. Bezirk, Landstraße (1721–1723)
- Reichskanzleitrakt der Hofburg, Wien 1. Bezirk, Innere Stadt (1723–1730)
- Pfarrkirche Aspersdorf 1730
- Pfarrkirche Stranzendorf bis 1733
- Palais Harrach, Wien, 3. Bezirk, Landstraße (1727–1735)
- (mutmaßlich) Fassade des Fichtelschen Hofes in Würzburg (Bronnbacher Gasse).
- Kapelle am Nikolaus-Dom in Tyrnau (Trnava, Slowakei) (1739–1741)
- Pfarrkirche Göllersdorf (1740–1741)
- Festungskirche St. Anna, Slavonski Brod (1743)
- Schloss Mirabell, Salzburg (1721–1727), 1818 z. T. abgebrannt
- Haus zum Goldenen Adler, Breslau (1750)
- Pfarrkirche Parndorf (1716–1718, Errichtung des Langhauses)